# 恭愍皇后
李宫人（？—115年），汉安帝的宫人，汉顺帝生母。 

## 生平
元初二年（115年），李宫人生下安帝独子刘保。皇后阎姬遂鸩杀李氏。永宁元年（120年），刘保被立为皇太子。125年，刘保即位，是为汉顺帝。当初李氏埋葬在洛阳城北，顺帝不知。到太后阎姬逝世以后，左右将实情告诉顺帝，顺帝親自來到李宮人的墓地，上谥號恭愍皇后，改葬于恭北陵，並且製作策书金匮，藏在世祖庙。汉献帝初平元年，恭愍皇后的谥号被除去，复称李宫人。